# Нун (Нігерія)
Нун (англ. Nun) — річка в Нігерії. Є найдовшим рукавом Нігера і тому вважається головним продовженням Нігера, на відміну від інших рукавів: Форкадос, Брасса, Бонні та Сомбреріо. Нун перетинає дельту Нігера з півночі на південь через штат Баєльса.
Річка бере початок приблизно за 32 км на південь від міста Або, де Нігер розділяється на Нун і Форкадос. Тече через малозаселені болотисті райони та мангрові зарості, впадає в Гвінейську затоку біля населеного пункту Акасса. Довжина річки приблизно дорівнює 160 км.
Нун перетинає населені пункти Оді та Кайяма. Біля Кайями через річку побудовано міст.
У XIX столітті річка служила торговим шляхом. 1963 року вздовж річки були виявлені нафтові родовища, зараз для транспортування нафти вздовж річки побудовано трубопровід.
Річка Нун оспівана у вірші відомого нігерійського поета Габріеля Окари.